# Don't You Fake It
Don't You Fake It è il primo album in studio dei The Red Jumpsuit Apparatus, pubblicato in una prima edizione il 18 luglio 2006 e in un'edizione deluxe il 20 marzo 2007.
Ha venduto oltre un milione di copie nei soli Stati Uniti, venendo certificato disco di platino e rimanendo nella Billboard Hot 100 per 46 settimane.

## Tracce
Testi e musiche di Ronnie Winter, eccetto dove indicato.
1. In Fate's Hands – 3:27
2. Waiting – 2:56
3. False Pretense – 2:27
4. Face Down – 3:10
5. Misery Loves It's Company – 3:14
6. Cat and Mouse – 3:27
7. Damn Regret – 2:44
8. Atrophy – 3:16
9. Seventeen Ain't So Sweet – 3:20
10. Justify – 3:26
11. Your Guardian Angel – 3:51

CD bonus nell'edizione deluxe
1. Face Down (Acoustic) – 3:10
2. Disconnected – 2:56

DVD bonus nell'edizione deluxe
1. Making the Album - Behind the Scenes
2. Face Down (Music Video)
3. False Pretense (Music Video)
4. Behind the Scenes - False Pretense
5. On the Road with RJA

## Formazione
The Red Jumpsuit Apparatus
- Ronnie Winter – voce, chitarra acustica
- Duke Kitchens – chitarra ritmica, pianoforte, cori
- Elias Reidy – chitarra solista, cori
- Joey Westwood – basso
- Jon Wilkes – batteria, percussioni

Altri musicisti
- Randy Winter – sequencer, percussioni
- Dan Korneff – arrangiamenti orchestrali

## Classifiche
| Classifica (2006)     | Posizione massima |
| --------------------- | ----------------- |
| Nuova Zelanda         | 23                |
| Stati Uniti           | 25                |
| Stati Uniti (digital) | 45                |
| Stati Uniti (rock)    | 8                 |

### Classifiche di fine anno
| Classifica (2006)  | Posizione |
| ------------------ | --------- |
| Stati Uniti        | 93        |
| Stati Uniti (rock) | 25        |